# Eudorylas separatus
Eudorylas separatus är en tvåvingeart som först beskrevs av Kertesz 1915.  Eudorylas separatus ingår i släktet Eudorylas och familjen ögonflugor.
Artens utbredningsområde är Taiwan. Inga underarter finns listade i Catalogue of Life.